# United States Astronaut Hall of Fame

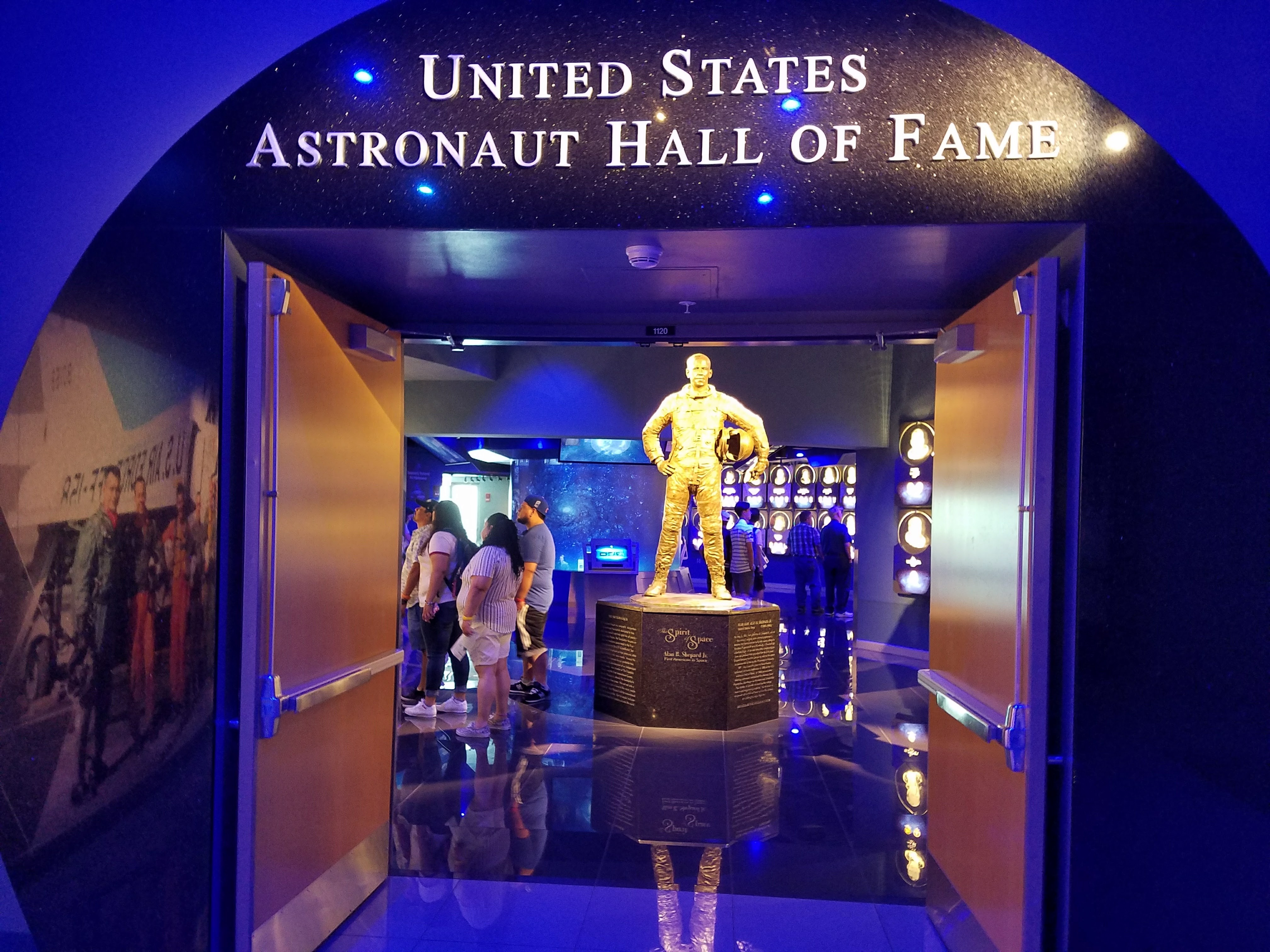
Statue d'Alan Shepard à l'entrée du Hall of Fame.

L'United States Astronaut Hall of Fame est un temple de la renommée consacré aux astronautes américains, situé à l'intérieur du complexe visiteur du Centre spatial Kennedy.
Il présente la plus grande collection au monde de souvenirs personnels d'astronautes, en particulier sur les astronautes intronisés, ainsi que la capsule Sigma 7 de la mission Mercury-Atlas 8 du programme Mercury.